# 大堡礁雙鋸魚
大堡礁雙鋸魚為輻鰭魚綱鱸形目隆頭魚亞目雀鯛科的其中一種。該物種的模式產地在斯里蘭卡。

## 分布
本魚分布於西太平洋區，包括澳洲東部、新喀里多尼亞、東加等海域。

## 深度
水深1至25公尺。

## 特徵
本魚體側扁，口小。稚魚體色具有3條白褐色縱帶，成魚體褐橙色，體具有2條鑲黑邊的白色橫帶，一條在眼後，一條在背鰭基部，尾柄及尾鰭為白色。背鰭硬棘10至11枚；背鰭軟條14至17枚；臀鰭硬棘2枚；臀鰭軟條13至14枚。體長可達9公分。

## 生態
本魚生活在珊瑚礁區，與海葵共生，為母系社會，即一尾雌魚配數尾雄魚，當雌魚死亡時，其中一尾雄魚會性轉變為雌魚。繁殖期時，具有領域性，屬雜食性，以藻類及小型無脊椎動物為食。

## 經濟利用
為高經濟價值的觀賞魚。